# 郭雅慧
郭雅慧（1979年11月8日—），臺灣新聞主播，成長於嘉義縣鄉村，父親是公務員、母親是成衣廠廠長。現任總統府發言人，曾任三立新聞台主播、假日《台灣大頭條》主播、《台灣亮起來》製作人兼主持人。2023年擔任賴清德總統競選團隊發言人，並在其當選後被任命為總統府發言人。